# Катастрофа Boeing 747 на Гуаме
Катастрофа Boeing 747 на Гуаме — крупная авиационная катастрофа, произошедшая в среду 6 августа 1997 года на острове Гуам и ставшая одной из крупнейших в мире. Авиалайнер Boeing 747-3B5 авиакомпании Korean Air выполнял плановый рейс KE801 по маршруту Сеул—Аганья и заходил на посадку в местном аэропорту, но на подходе к аэропорту врезался в холм и полностью разрушился. Из находившихся на его борту 254 человек (231 пассажир и 23 члена экипажа) выжили 26, все получили ранения. Это единственная крупная катастрофа в истории эксплуатации Boeing 747-300.

## Самолёт
Boeing 747-3B5 (регистрационный номер HL7468, заводской 22487, серийный 605) был выпущен в 1984 году (первый полет совершил 3 декабря под тестовым б/н N6069D). 12 декабря того же года был передан авиакомпании Korean Air. Летал в статусе «президентского самолёта». Оснащён четырьмя двухконтурными турбовентиляторными двигателями Pratt & Whitney JT9D-7R4G2. 7 июля 1997 года прошел капитальный ремонт, никаких неполадок обнаружено не было. На день катастрофы 12-летний авиалайнер совершил 8552 цикла «взлёт-посадка» и налетал 50 105 часов.

## Экипаж и пассажиры
Самолётом управлял опытный экипаж, состав которого был таким:
- Командир воздушного судна (КВС) — 42-летний Пак Ёнчхоль (англ. Park Yong-cheol, кор. 박용철). Опытный пилот, проработал в авиакомпании Korean Air 9 лет и 9 месяцев (со 2 ноября 1987 года). Управлял самолётом Boeing 727 (сначала вторым пилотом, а потом КВС). В должности командира Boeing 747 — с 20 августа 1995 года (до этого управлял им в качестве второго пилота). Налетал 8932 часа, 3192 из них на Boeing 747 (1718 из них в качестве КВС).
- Второй пилот — 40-летний Сон Кёнхо (англ. Song Kyung-ho, кор. 송경호). Опытный пилот, проработал в авиакомпании Korean Air 3 года и 6 месяцев (с 10 января 1994 года). В должности второго пилота Boeing 747 — с 23 июля 1995 года. Налетал 4066 часов, свыше 1560 из них на Boeing 747.
- Бортинженер — 57-летний Нам Сокхун (англ. Nam Seok-hoon, кор. 남석훈). Проработал в авиакомпании Korean Air 18 лет и 2 месяца (с 7 мая 1979 года). В качестве бортинженера управлял самолётами Boeing 727 и Airbus A300. Налетал 13 065 часов, 1573 из них на Boeing 747.

В салоне самолёта работали 20 стюардесс.
| Гражданство      | Пассажиры | Экипаж | Всего |
| ---------------- | --------- | ------ | ----- |
| Республика Корея | 218       | 17     | 235   |
| Новая Зеландия   | 1         | 0      | 1     |
| США              | 13        | 0      | 13    |
| Япония           | 5         | 0      | 5     |
| Всего            | 237       | 17     | 254   |

Среди пассажиров на борту самолёта находилась мать американского дипломата корейского происхождения Йюри Ким.

## Хронология событий

### Предшествующие обстоятельства
По данным Korean Air, экипаж прибыл в центр в 21:05 (20:05 по местному времени в Сеуле). По первоначальному плану экипажу предстояло совершить полёт в Дубай (ОАЭ). Однако ввиду недостаточного отдыха командира задание на полёт было изменено и теперь экипажу предстоял менее продолжительный рейс KE801 на Аганью (Гуам). Ранее КВС 9 раз летал по этому маршруту и достаточно хорошо знал его. Экипаж собрал необходимые документы и провёл самостоятельную подготовку.
В 21:27 рейс KE801 покинул перрон и в 21:53 вылетел из аэропорта Кимпхо и взял курс на Аганью. На борту самолёта находились 254 человека — 23 члена экипажа (3 пилота и 20 стюардесс; 6 из них летели в салоне как пассажиры) и 231 пассажир.
Согласно записям речевого самописца, управление самолётом в течение всего полёта осуществлял командир. В 01:03:18, когда самолёт находился на эшелоне FL410 (12 500 метров) и примерно в 444 километрах северо-западней радиомаяка Нимиц, второй пилот установил связь с диспетчером подхода аэропорта Гуам. В 01:05:00 диспетчер передал инструкции по заходу на посадку на ВПП № 6L и в 01:10:00 дал указание снижаться до высоты 792 метра. В ответ второй пилот подтвердил получение информации и сообщил о готовности начать снижение. Далее командир дал остальным членам экипажа короткий инструктаж о заходе на посадку в аэропорт по ILS. Далее в 01:13:33 он сказал, что пора снижаться, поэтому второй пилот сообщил авиадиспетчеру, что рейс 801 начинает снижение с 12 500 метров до 792 метров.

### Катастрофа
В процессе снижения выяснилось, что на Гуаме погодные условия непрерывно ухудшаются, в это время был сезон дождей. К тому же курсовой радиомаяк не работал, так как проходил техобслуживание, что значительно осложняло посадку. Исходя из записи переговоров в кабине, не успевший как следует отдохнуть перед вылетом командир, вероятно, больше волновался о том, что стоянка в Гуаме по графику составляла всего 3,5 часа, после чего им предстоял обратный рейс. В 01:26:25 бортинженер сказал, что видит Гуам. В 01:31:17 экипаж самолёта сообщил, что из-за кучево-дождевых облаков экипаж обошёл ориентир «CHARLIE BRAVO» и запрашивает радиолокационный вектор для посадки на ВПП № 6L.
Диспетчер дал указание выполнить левый разворот на курс 090°, чтобы выйти на посадочный курс. Авиалайнер в этот момент проходил высоту 853 метра с выпущенными на 10° закрылками и убранными шасси. В 01:39:30 второй пилот сообщил, что наблюдает по приборам захват траектории глиссады (хотя радиомаяк не работал). Услышав от второго пилота, что глиссада работает, бортинженер выразил удивление и попросил перепроверить. Но КВС также заявил, что глиссада работает, несмотря на неоднократные предупреждения бортинженера, что глиссада неисправна. В 01:40:13 примерно в 16,7 километрах от порога полосы экипаж начал снижение с высоты 804 метров. В 01:40:33 самолёт прошёл высоту 731 метр, а через несколько секунд КВС всё же заметил, что глиссада на сей раз работает неточно. В 01:40:42 диспетчер подхода дал указание переходить на связь с диспетчерской вышкой, что экипаж и выполнил в 01:40:55. К тому моменту рейс 801 находился в 12,6 километрах от ВПП (5,6 километрах от VOR) и на высоте менее 610 метров. В 01:41:01 диспетчер разрешил рейсу 801 посадку, поэтому в 01:41:14 при прохождении высоты 550 метров закрылки были установлены в посадочное положение (30°) и выпущены шасси. Больше радиосообщений с борта уже не поступало. В 01:41:42 рейс 801 прошёл высоту 427 метров и в кабине пилотов сработала система GPWS. В 01:41:46 командир спросил, работает ли глиссада (ответа от второго пилота или бортинженера на речевом самописце так и не было обнаружено) и дал команду включить стеклоочистители.
В 01:41:59 лайнер находился на высоте 335 метров и в 7,4 километрах от торца ВПП, когда второй пилот, зачитывая пункты контрольной карты, спросил: Не наблюдается [полоса]?, а через пару секунд система GPWS сообщила о высоте над поверхностью земли менее 152 метров, что вызвало у бортинженера возглас изумления. Снижающийся с вертикальной скоростью 426 м/мин самолёт в 01:42:14 прошёл высоту 256 метров, а GPWS выдала голосовое предупреждение: Minimums minimums (Минимум минимум). Ещё через 5 секунд при проходе высоты 222 метра второй пилот заявил, что надо уходить на второй круг, а через секунду они оба с бортинженером сообщили, что не видят полосу. Тогда штурвал был чуть потянут на себя, после чего лайнер медленно, со скоростью около 1°/сек, начал поднимать нос, при этом продолжая снижаться.
В 01:42:26 в 6,1 километрах от торца ВПП № 6L аэропорта Аганьи летящий на высоте 201 метр над уровнем моря рейс KE801 врезался в холм в местности Нимиц-Хилл и полностью разрушился. По свидетельствам выживших пассажиров, всё произошло настолько быстро, что они даже не успели закричать.
Вылившееся из повреждённых топливных баков авиатопливо воспламенилось, что вызвало обширный пожар, продолжавшийся в течение 8 часов. Из-за труднодоступности места происшествия и блокирования единственной ведущей к месту катастрофы небольшой дороги спасатели смогли добраться лишь через несколько часов. В катастрофе погибли 228 человек — 14 членов экипажа (все 3 пилота и 11 стюардесс) и 214 пассажиров. Выжили лишь 26 человек — 23 пассажира и 3 стюардессы.

## Расследование
Расследование причин катастрофы рейса KE801 проводил Национальный совет по безопасности на транспорте (NTSB).
Среди возможных причин катастрофы назывались неполадки двигателей и сложные погодные условия (во время посадки видимость составляла 1,6 километра).
Американская национальная ассоциация безопасности полётов распространила заявление, в котором обвинила экипаж в ошибочных действиях, которые и привели к катастрофе. Авиакомпания Korean Air выступила с протестом. По её данным, в день катастрофы в аэропорту Гуама не работала радарная система посадки, которая должна была предупредить пилотов об опасном снижении самолёта. Корейские эксперты установили, что при составлении компьютерной программы службы наведения была допущена ошибка. Кроме того, выяснилось, что в тот день с дефектом работал и глиссадный привод (обеспечивающий правильную траекторию посадки самолёта).
Американские эксперты утверждали: экипаж был предупрежден об отключении радарной системы и ему надо было ориентироваться на показания приборов. Американская сторона заявила, что системы, расположенные на земле, не могли стать причиной катастрофы.
Южнокорейцы главной причиной катастрофы рейса 801 назвали сложные погодные условия, в которых произошла катастрофа, в частности сильный дождь. Они категорически отвергли предположение, что командир рейса 801 был неопытен или устал во время полёта.
Стороны сошлись лишь в том, что в момент катастрофы самолёт был полностью исправен. Ни записи бортовых самописцев, ни действия экипажа не указывали на какую-то неисправность, ведь борт HL7468 в течение 6 лет был одним из президентских самолётов и следили за ним более тщательно.
Окончательный отчёт расследования NTSB был опубликован 13 января 2000 года.

Национальный совет по безопасности на транспорте определяет, что вероятной причиной этой аварии было неспособность командира должным образом проинформировать и выполнить неточный заход на посадку, а также неспособность второго пилота и бортинженера эффективно контролировать и перепроверять выполнение захода на посадку командиром. Этому способствовали усталость командира и недостаточная подготовка лётного состава Korean Air. Этому способствовало преднамеренное запрещение Федеральной авиационной администрацией системы предупреждения о минимальной безопасной высоте на Гуаме и неспособность агентства надлежащим образом управлять системой.
Оригинальный текст (англ.)The National Transportation Safety Board determines that the probable cause of this accident was the captain’s failure to adequately brief and execute the non-precision approach and the first officer’s and flight engineer’s failure to effectively monitor and cross-check the captain’s execution of the approach. Contributing to these failures were the captain’s fatigue and Korean Air’s inadequate flight crew training. Contributing to the accident was the Federal Aviation Administration’s intentional inhibition of the minimum safe altitude warning system at Guam and the agency’s failure to adequately manage the system.

## Дистанция власти
Одно из объяснений катастрофе даётся с позиций социологии и культурологии и заключается в специфике корейской культуры. Ряд кросс-культурных исследований в области авиационной безопасности показал, что одной из причин подобных катастроф зачастую является так называемый индекс дистанции власти в кабине пилотов. Согласно оригинальному исследованию социолога Герта Хофстеде, проведенному в 1970-х годах, Республика Корея относится к странам мира с высоким индексом дистанции власти — в таких культурах социальная иерархия имеет большое значение, и как следствие, в них не принято возражать старшим — в том числе, в кабине пилотов не принято ставить под сомнения действия КВС.
В истории авиации зафиксирован целый ряд случаев, когда катастрофы происходили из-за того, что пилоты не осмеливались возразить командиру в тот момент, когда он допускал критическую для полёта ошибку, либо настоять на своём в общении с авиадиспетчерами аэропорта и т. д. Именно это происходило на борту рейса KE801. Согласно расшифровке и интерпретации записи речевого самописца, высказывания второго пилота показывали, что он несколько раз намекал командиру на ошибку и даже мог бы успеть спасти самолёт, если бы настоял на своём либо перехватил управление, однако пилот не осмелился этого сделать.
Подробно с точки зрения дистанции власти катастрофа рейса 801 описывается и анализируется в главе «The ethnic theory of plane crashes» в книге Малкольма Гладуэлла «Гении и аутсайдеры».

## Культурные аспекты
- Катастрофа рейса 801 Korean Air показана в 4 сезоне канадского документального телесериала Расследования авиакатастроф в серии Посадка вслепую (не путать с одноимённой серией 12 сезона).
- Катастрофа рейса 801 показана в американском документальном телесериале от «MSNBC» Почему разбиваются самолёты[англ.] (англ. Why Planes Crash) в серии Кризис в небе (англ. Crisis In The Sky).
- Также она упоминается в книге И. А. Муромова «100 великих авиакатастроф» в главе Катастрофа самолёта «Боинг-747» на острове Гуам.
- Катастрофа подробно разбирается в книге Малкольма Гладуэлла «Гении и аутсайдеры» как пример влияния высокого индекса дистанции власти на авиационную безопасность в разных культурах[15].

## Аналогичные авиакатастрофы
- Катастрофа Boeing 747 под Лондоном
- Катастрофа Jetstream 31 под Хиббингом
- Катастрофа Boeing 737 под Сеферихисаром

### Комментарии
1. ↑  Здесь и далее время указано по часовому поясу Гуама — PGUM